# Organistrum
El organistrum u organistro es un instrumento de cuerda frotada de la música medieval empleado como acompañamiento de la música sacra.
La palabra organistrum es una contracción de los términos latinos órganum (una de las primeras formas musicales contrapuntísticas de la historia), e instrumentum (‘instrumento’). Era un instrumento que se utilizaba exclusivamente para acompañar el órganum vocal. Posiblemente fue usado en el entorno religioso principalmente en círculos monásticos para estudiar y componer música.

## Estructura
En los instrumentos más primitivos, el organistrum se aproximaba a los dos metros de longitud, como se puede comprobar en múltiples representaciones en piedra de catedrales románicas: pórticos de la catedral de Santiago de Compostela (obra del maestro Mateo, en 1188), la Colegiata de Toro (Zamora), la abadía de Saint Georges en Saint-Martin-de-Boscherville (Francia) y otras.
Dado su tamaño se precisaban dos personas para manejarlo, una movía la rueda mediante una manivela, la segunda interpretaba la música activando unas teclas con tangentes que actuaban sobre las cuerdas melódicas. Esta complicada técnica hacía que el instrumento fuera adecuado solo para melodías exageradamente lentas. Producía un sonido muy grave y de gran volumen, muy adecuado para el acompañamiento del coro y la polifonía.
Posteriormente, en instrumentos más evolucionados, symphonia, disminuye el tamaño y las teclas se accionan pulsándolas, técnica mucho más cómoda que permite ejecutar melodías más rápidas y además facilita su manejo por una sola persona con la mano izquierda en el teclado y la derecha accionando la manivela. 
Una vez liberadas, las teclas vuelven a su posición original con ayuda de la vibración de las cuerdas.

### Elementos

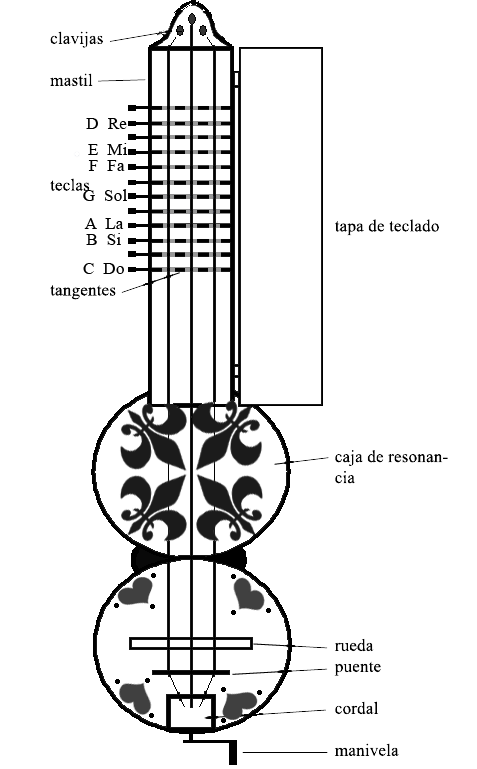
Elementos del organistrum.

Sus elementos principales son: caja de resonancia, cuerdas, manivela, cordal, puente, rueda, teclado, clavijero, mástil y ceja.
- La caja de resonancia, con forma de 8 con escotaduras, normalmente tiene ambas tapas planas en los modelos más primitivos.
- Los modelos más antiguos utilizaban dos cuerdas. Los más comunes (del siglo XII) disponían de tres cuerdas: una melódica o cantante (chanterelle en francés, dallamhúr en húngaro) y dos drones colocados sobre un puente común, con las que se obtenían simultáneamente la melodía principal con las dos voces acompañantes (a un intervalo paralelo de quinta y octava ascendentes) definidas por el órganum básico. Los drones producían un sonido grave y profundo. El Tractatus de musica (1460) de Paulus Paulirinus, que describe varios instrumentos, entre ellos el ysis, indica:

Ysis est instrumentum in modum rotae
introrsus habens cordas nervales grossas et fortes […]
El Ysis es un instrumento en manera rotativa;
dentro tiene cuerdas de nervio gruesas y fuertes.
Lo más probable es que se utilizaran cuerdas de tripa retorcida de animal.
- El teclado, constituye una innovación mecánica y un gran avance que facilita aprender e interpretar música escrita. Manejando las teclas y tangentes del teclado, distribuidas según los intervalos definidos por Pitágoras, se modifica la longitud vibrante de las cuerdas, obteniéndose una octava diatónica cromática.
- La rueda es una innovación mecánica introducida en los instrumentos musicales medievales. Gira mediante la acción de una manivela y frota las cuerdas, generando un sonido continuo.

## Afinación
En Musica enchiriadis, se describe el órganum básico como la superposición paralela de quinta ascendente, octava ascendente y cuarta descendente, que corresponde a do-sol-do, por lo que este debió ser el afinado del instrumento. La cuarta inferior equivale a una quinta ascendente descendida una octava. El afinado se basa en el acorde relativo en quintas y octava DG.

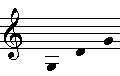
Acorde relativo.

- La octava superior (más aguda) es el intervalo entre alturas que se obtiene con una longitud de cuerda equivalente a 1/2 de la inicial. Su frecuencia es 100% más alta (2/1) que la del sonido inicial.
- La quinta ascendente (o más aguda) es el intervalo entre alturas que se obtiene con una longitud de cuerda equivalente a 2/3 de la inicial. Su frecuencia es un 50% más alta (3/2) que la del sonido inicial.
- La cuarta es el intervalo entre alturas que se obtiene con una longitud de cuerda equivalente a 3/4 de la inicial. Su frecuencia es un 33,33% más alta (4/3)que la del sonido fundamental.

El organistrum se afinaba con la escala pitagórica, que divide cada octava en 12 intervalos ligeramente distintos a los intervalos temperados que se utilizan en la música occidental en la actualidad. Por sus características es un instrumento muy sensible a los cambios de temperatura y humedad, precisando de frecuentes ajustes.

## Historia

### Orígenes

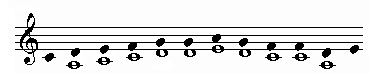
Órganum.

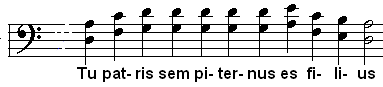
Órganum paralelo en el Te Deum laudamus (escrito con notación musical moderna).

El tratado Musica enchiriadis indica: “doblando la melodía mediante una segunda voz a un intervalo constante distinto de la octava se obtiene una melodía de sonido agradable”. Este tipo de melodía se llama órganum, que probablemente se generó involuntariamente, al cantar personas con registros vocales diferentes. Por ejemplo, la voz de los hombres y las de las mujeres y niños difieren aproximadamente en una octava. Es probable que espontáneamente uno de los grupos comenzaran a cantar a un intervalo de octava por encima de la voz principal, percibiendo que se obtenía un sonido agradable.
Para llevar este recurso vocal al instrumento, como ya existía el monocordio (instrumento de una sola cuerda que acompañaba la monodia al unísono), se le añadió una segunda cuerda afinada a la quinta y un teclado que permitía modificar simultáneamente las notas de cada cuerda mediante unas tangentes distribuidas en el mástil según los intervalos musicales definidos por Pitágoras, a este instrumento se le llamó organistrum,

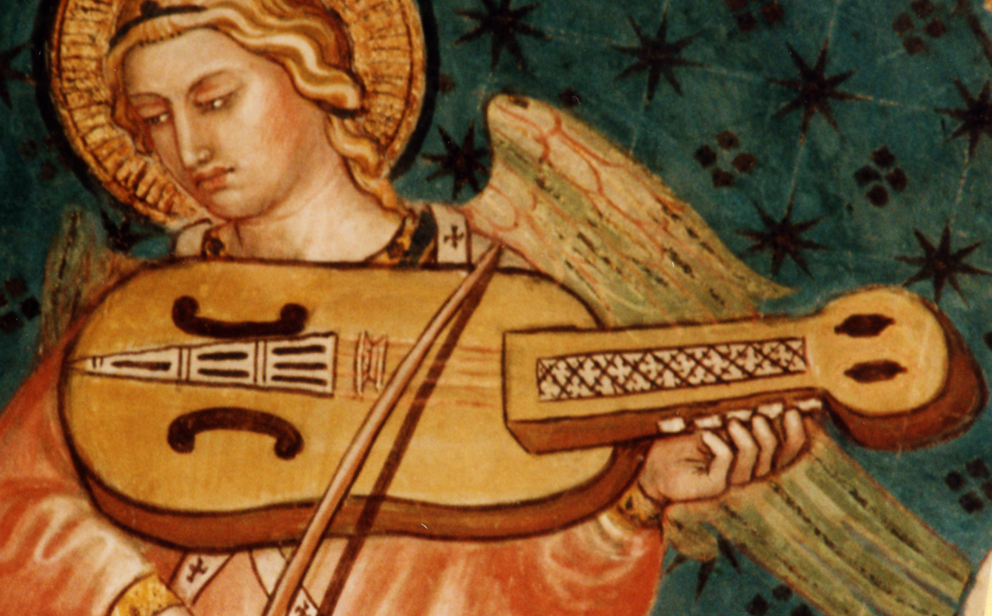
Viola medieval con teclado (Viola a chiavi, Cappellina di Palazzo Pubblico, Siena, Italia. Fresco de Taddeo di Bartolo, 1408)

### Primeros organistrum
El organistrum aparece en Europa en el siglo XII. Algunos musicólogos como Curt Sachs indican que ya existía en el siglo X; otros, apoyándose en que se menciona un instrumento similar al organistrum en un compendio de música arábiga escrito por Al Zirikli en el siglo X, defienden que puede haber tenido un origen árabe más antiguo e incluso egipcio. Algunas representaciones (Siena) y un fresco de la iglesia de Tolfa, Tierp, Uppland (Suecia), sugieren que puede haber evolucionado a partir de la viola medieval incorporándole un teclado y posteriormente sustituyendo el arco por la rueda. En Syntagma Musicum de Michael Praetorius publicado en 1619 p. XXII (Allerley Bauren Liren) se muestran dos violas, una con teclado sin rueda, otra con rueda sin teclado y un organistrum o zanfona con rueda y teclado. 
La primera referencia escrita se basa en una obra acerca de su construcción: Quomodo organistrum construatur (Cómo construir un organistrum), atribuida al abad Odón de Cluny (Eiusdem Oddonis, año 900 aprox.), que describe cómo ubicar las teclas a lo largo del mástil para lograr una escala musical completa.
Debido a su complejidad mecánica y dificultad de ejecución, fue considerado el instrumento musical culto por excelencia de amplia difusión en el entorno religioso de la época medieval, como lo demuestra el hecho de que aparece representado en multitud de manuscritos y en las catedrales románicas más importantes de la época.
A lo largo del siglo XIII evoluciona haciéndose más pequeño y manejable por una sola persona, con lo que comienza a utilizarse también en el ámbito profano. Un menor tamaño y peso facilitaba el transporte y el teclado pasó a utilizar teclas pulsadas, en lugar de las de tracción.

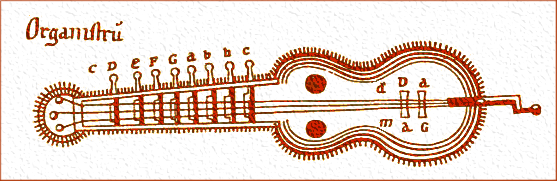
Organistrum en De cantatu y música sacra de Martin Geber (1774).

De cantatu et música sacra copiado en 1774 del Códice de San Basilio por Martin Gerbert en el Monasterio de Sankt Blasien (Alemania), muestra teclas pulsadas que retroceden por efecto de la vibración de las cuerdas. Esta técnica permitía melodías más rápidas y facilitaba la ejecución por una sola persona, que con la mano derecha accionaba la manivela y con la izquierda el teclado, pudiendo cantar simultáneamente.
Según algunas teorías, al evolucionar origina dos instrumentos, la viola de rueda, de morfología similar a la viola medieval, que contenía la caja de resonancia, rueda y manivela (no disponía de teclado), y la sinfonía (en francés chifonìe), de morfología rectangular, formada por el teclado, la rueda y su manivela (la caja del teclado hace de caja de resonancia). A este último instrumento se le considera el antecesor directo de la zanfona.
La chifonía o sinfonía es un instrumento de dimensiones más pequeñas; la morfología de su caja armónica es rectangular, las cuerdas vibran frotándolas con una rueda y dispone de un teclado que se activa por compresión (no por tracción). Una de sus primeras representaciones se encuentra en la miniatura correspondiente a la cantiga 160 de las Cantigas de Santa María de Alfonso X El Sabio.

### Caída en desuso
El organistrum cayó en desuso hacia fines del siglo XIII, al evolucionar el órgano de tubos y desarrollarse una polifonía más compleja que postergó el antiguo órganum paralelo, manteniéndose durante algún tiempo únicamente en Inglaterra. Actualmente se le considera el origen de la zanfona, muy utilizada por mendigos, ciegos y juglares durante el Renacimiento.
Recientemente (siglo XX) se han reconstruido diversos ejemplares, entre ellos:
- Los realizados durante la reproducción de los instrumentos del Pórtico de la Gloria de Santiago de Compostela, exhibidos en el Museo de la Catedral (2005).
- El del Pórtico de San Miguel de Estella en Navarra, policromado.

## Compositores medievales

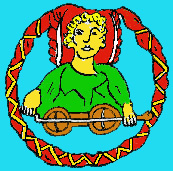
Juglaresa tocando la Viola de rueda.

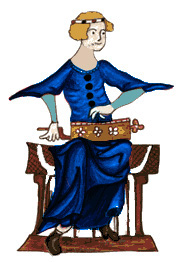
Juglaresa tocando la Sinfonía. Psalterio Luttrel (1325).

- Baja Edad Media (órganum) Nacidos antes de 1150
- Edad Media Medieval Nacidos entre 1150-1300
- Alta Edad Media Nacidos entre 1300-1450

## Intérpretes
Intérpretes medievales
- Trovadores

Intérpretes modernos
- Kalenda Maia, grupo noruego.
- In itinere, grupo de cámara de la Universidad de Santiago de Compostela.
- Martín Códax, grupo de música antigua de Santiago de Compostela.
- Schola Cantorum Basiliensis.
- Antonio Poves (Zaragoza)

## Composiciones
Composiciones interpretadas modernamente con organistrum o zanfona:
- A que po mui gran fermosura, Alfonso X El Sabio
- Benedicamus domino, Gauterius Prefatis, Códice Calixtino (siglo XII)
- Ad honorem, Códice Calixtino
- Dum esset, Magister Ato, Códice Calixtino
- Cantigas de Santa María n.º 61, 62, 68, 71, 74, 76, 77, 81, 91, 92, 259, 327, 407, Alfonso X El Sabio
- Códice Calixtino (siglo XIII)
- Cantigas de amigo, Martín Códax (siglo XIII)
- Roman de Fauvel (1310)

## Grabaciones
- La música en el camino de Santiago. In Itinere.
- Trovadores y neotrovadores gallego-portugueses. In Itinere.
- Os sons do Pórtico da Gloria. In itinere, dir. Carlos Villanueva Abelairas.
- Viola de Rueda, Cantigas de Alfonso X El Sabio (s. XIII). Eduardo Paniagua, Colección Cantigas (PNEUMA).
- Por que trobar é cousa en que iaz… Martín Códax (Punteiro)
- La primavera d’amore, I trovatori XII-XIII sec. Gérard Zuchetto (Fonè)
- Music from de Middle Ages Studio der Fruhen Musik. (5 CD: Estampie', Planctus, Roman de Fauvel, Martín Codax, L’agonie du Languedoc). dir. Thomas Binkley (Virgin Classics, EMI)

## Curiosidades

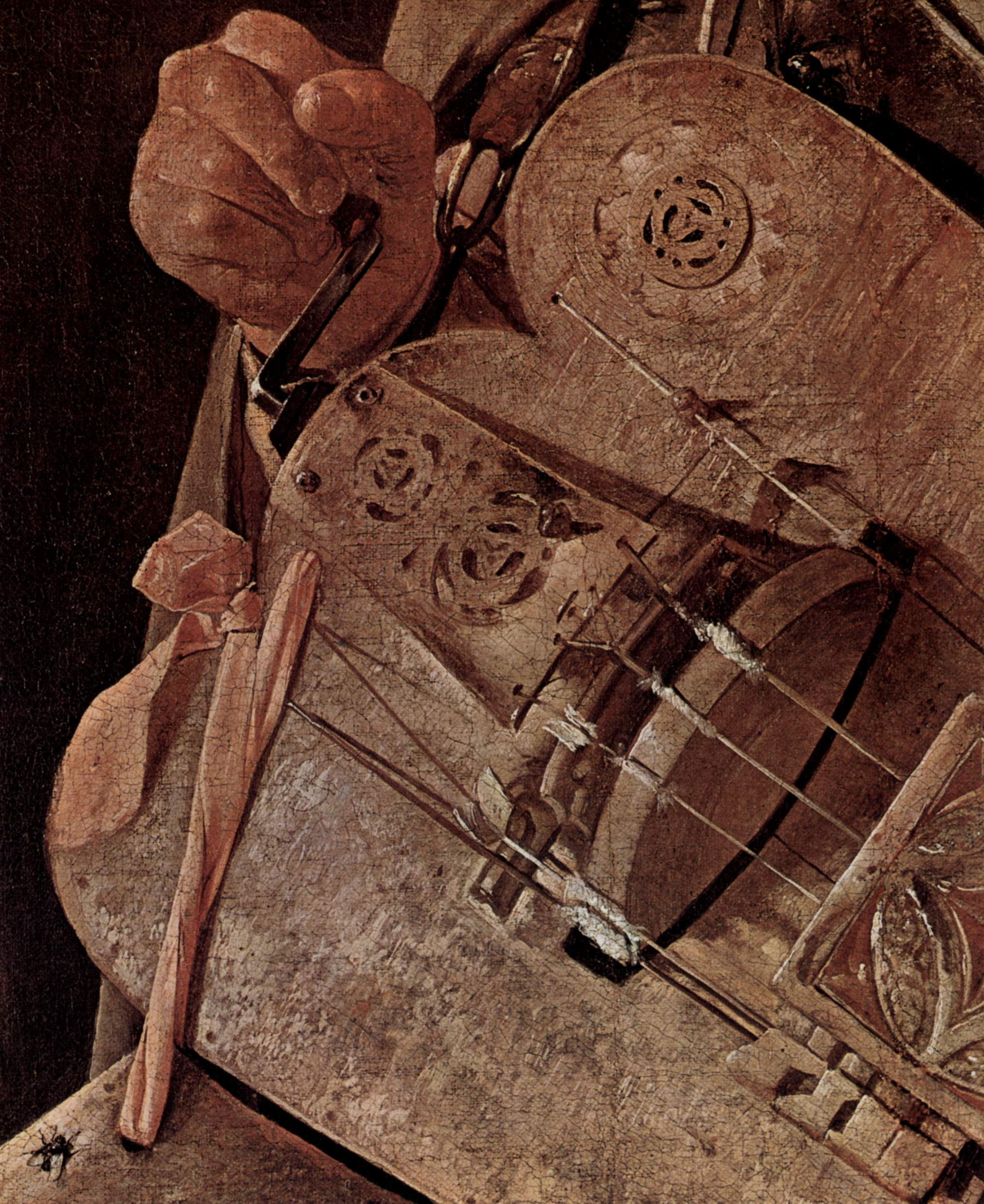
Detalle de uso de algodón y papel en cuerdas, de Georges de La Tour.

Para favorecer obtener un sonido uniforme, el contorno de la rueda se impregna en resina (en el arco de violín, las crines de caballo, que cumplen la misma función de frotar las cuerdas, también se impregnan con resina). Para obtener un timbre de calidad, a cada cuerda se le aplica algodón: normalmente poca cantidad en la cuerda melódica y más en los drones. La rueda al girar distribuye el algodón aplicado en la cuerda; una distribución inadecuada tiende a producir un sonido áspero. Algunos autores indican que se puede aplicar un papel entre la cuerda y el puente para modificar ligeramente la distribución de las cuerdas.
En la representación en piedra del organistrum de Notre Dame de París, el instrumento se muestra con rueda pero sin manivela. En este instrumento la manivela es un elemento fundamental, por lo que —si se desecha la idea de un olvido en su representación—, hace pensar que el organistrum podía desmontarse, posiblemente para facilitar el transporte y evitar deformaciones mecánicas.
Una versión moderna del organistrum podría ser el Nomeolbídet , instrumento informal inventado por el grupo de música y humor Les Luthiers. Dicho instrumento, al igual que el organistrum, funciona con un sistema de ruedas enresinadas pero en vez de crines de caballo se usa un cable enresinado. En vez de usar un teclado, como en el organistrum, se usan los propios dedos del ejecutante.

## Representaciones del organistrum

### España
- Pórtico de la Iglesia de San Miguel de Estella (Navarra) (1147).
- Pórtico de la Iglesia de Santo Domingo, Soria (1150).Se considera el organistrum más antiguo en la iconografía medieval española. La dovela 12 de la primera arquivolta presenta a dos músicos que comparten el instrumento.
- Pórtico de la Gloria, Catedral de Santiago de Compostela, La Coruña (1188).
- Pórtico de la Iglesia de San Esteban, Moradillo de Sedano (Burgos) (1188).
- Pórtico de la Iglesia de la Virgen de la Peña, Sepúlveda, Segovia (siglo XII).
- Pórtico del Paraíso, Catedral de Ourense, (siglo XII).
- Pórtico de la Majestad, Colegiata de Toro (Zamora), (siglo XII).
- Pórtico Norte, Colegiata de Toro (Zamora), (siglo XII).
- Iglesia de Ahedo de Bruton (Burgos) (siglo XII).
- Cantigas de Santa María, Alfonso X El Sabio, cantiga 160, Códice El Escorial (siglo XIII).
- Pórtico del Sarmental, Catedral de Burgos (siglo XIII).
- Pórtico de la Iglesia de Santa María La Real, Sasamón (Burgos), (siglo XIII).
- Catedral de Huesca. Fresco del Museo Diocesano. Sepulcro de Juan Martín de los Campaneros. (siglo XIII).
- Pórtico de la Catedral de León, (siglo XIII).
- Pórtico de la Catedral de Burgo de Osma (Soria), (siglo XIII).
- El libro de Alexandre, verso 1545 (siglo XIII).

Contiene la primera cita conocida en castellano de la viola de rueda
El plut de los juglares e a fiera riota
Y havié sinfinías, farpa, giga e rota
Albogues e salterio, citola mas que trota  (verso 1545)
- Libro del buen amor (1330), versos 1233 y 1516.
- Palacio de Gelmírez (Galicia) (siglo XIV).
- Tríptico del Monasterio de Piedra (1390).
- Pórtico de la Iglesia de Santa María de los Reyes, Laguardía (Alava) (siglo XIV).
- Pórtico de la Iglesia de Sta. Mª la Real, La Hiniesta (Zamora) (siglo XIV).
- Cripta de la Iglesia de Sta Mª del Perdón, Sos del Rey Católico (Zaragoza), (siglo XIV)
- Codex Casimirianum (1448).
- Syntagma Musicum de Michael Praetorius, publicado en Leipzig en 1619.[6]
- Iglesia de San Juan, Portomarin (Galicia). ¿Verificar si tiene organistrum?
- Iglesia de San Esteban de Ribas de Miño (San Estevo de Rivas de Miño, Concello de O Saviñao) (Galicia). ¿Verificar si tiene organistrum?
- Iglesia de Santa María, Sangüesa (Navarra ¿Verificar si organistrum?
- Iglesia de Santiago Apóstol, Luna (Aragón), (siglo XII) Verificar el organistrum
- Iglesia de Sta María, Pesqueiras (Galicia) (s. X a XIII) ¿Verificar si tiene organistrum?
- Pórtico de Santa María de los Reyes en Laguardía (Alava), (siglo XIV) Verificar el organistrum.
- Puerta de Los Leones, Catedral de Toledo.    ¿Verificar tipo organistrum en ángel a dcha, arquivolta central dovela 10?

### Francia
- Catedral de Notre Dame de París.
- Hotel d’Cluny, Nuestro libro (París, 1400).
- Colegiata de Poissy (Ile de France) siglo XIV.
- Catedral de St. Georges de Boscherville en Ruan (Normandía).
- capitel Boschervile en el Museo de Antigüedades, en Ruan.
- Catedral de St. Denis.
- Catedral de Chárteres.
- Catedral de Bourges.
- Iglesia de Vermanton (Bretaña).
- Iglesia de St. Nicholas (Civray).

### Inglaterra
- Vidrieras de la catedral de Peterborough.
- El Apocalypse con miniatures, British Museum (Londres).
- Salterio de York, 1170, Glasgow University Library.
- Bible Moralisée francesa, 1250-1275, British Library (Londres).
- Salterio Belvoir, del Duque de Rutland, Inglaterra siglo XIII, British Library (Londres).
- Salterio Luttrel, de sir Geoffrey Luttrel, 1325-1335, British Library (Londres).
- Salterio de English workmanship (s XII), de la colección Hunterian de la Universidad de Glasgow.

### Italia
- Basílica de Santa María Maggiore en Vercelli (Piamonte), 1140-1148.
- Formulario epistoral de Boncompagno, Boncompagno de Signa (1230).
- Abbadia de San Nazaro. Fresco de "Coronación de María", Bergognone de San Simpliciano de Milán, s XV. Detalle de organistrum.

### Otros
- Hortus Deliciarium (El jardín de las delicias) (entre 1176 y 1196) de la abadesa Herrade de Landsberg.
- Quomodo organistrum construatur (Cómo construir un organistrum), de Odo de Cluny.
- El rey David con escribano y músicos de la Weltenchronik (1340) de Rudolf von Ems, Zentralbibliothek, Zürich.
- Cuadro El jardín de las delicias de El Bosco (1500 y 1516).
- Códice de San Basilio (1700) copiado por Martin Gerbert.

## Galería de imágenes
El organistrum en España

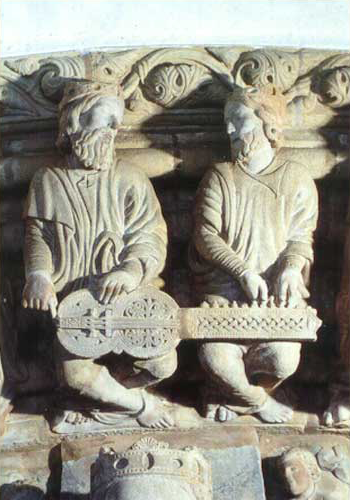
Pórtico de la Gloria, catedral de Santiago de Compostela (siglo XII).
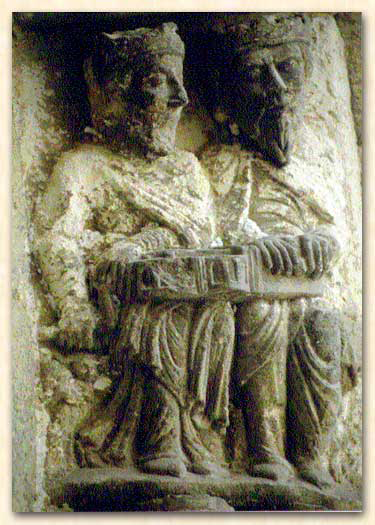
Pórtico de San Miguel de Estella, Navarra (siglo XII).
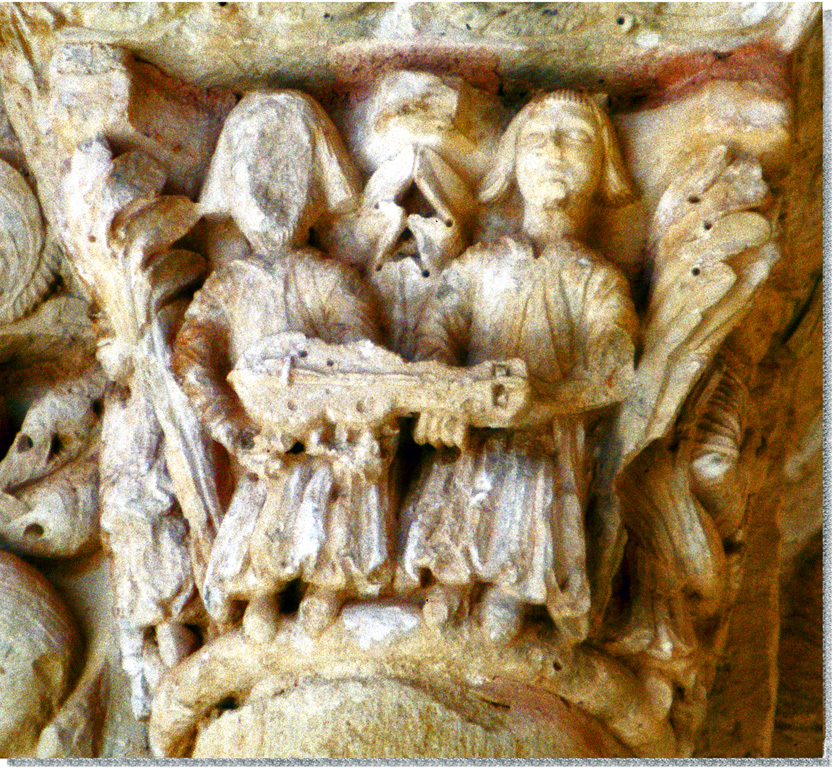
Pórtico de La Virgen de la Peña, Sepúlveda, Segovia (siglo XII).
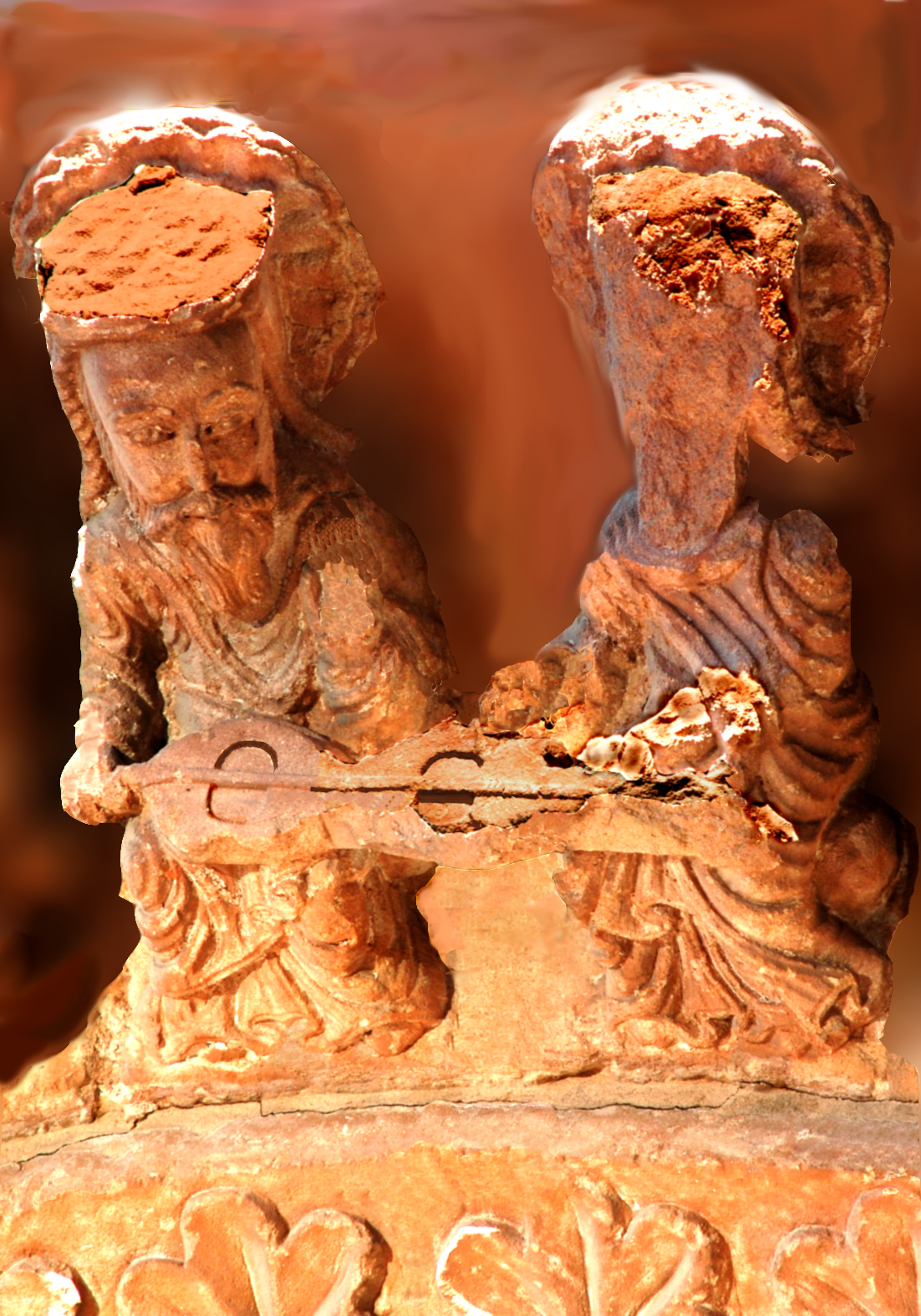
Pórtico de Santo Domingo, Soria (siglo XII).
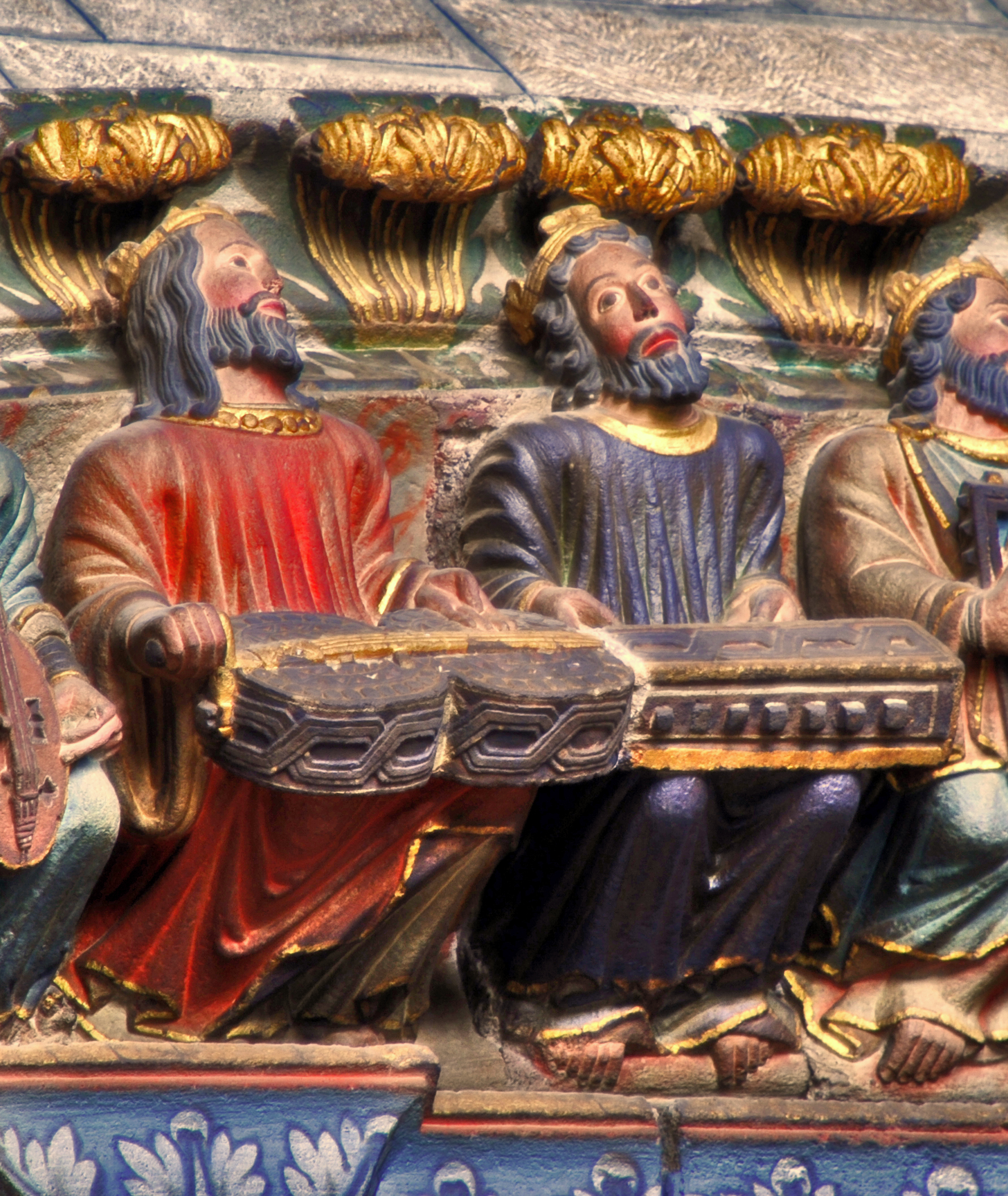
Pórtico del Paraíso, catedral de Ourense (siglo XII).
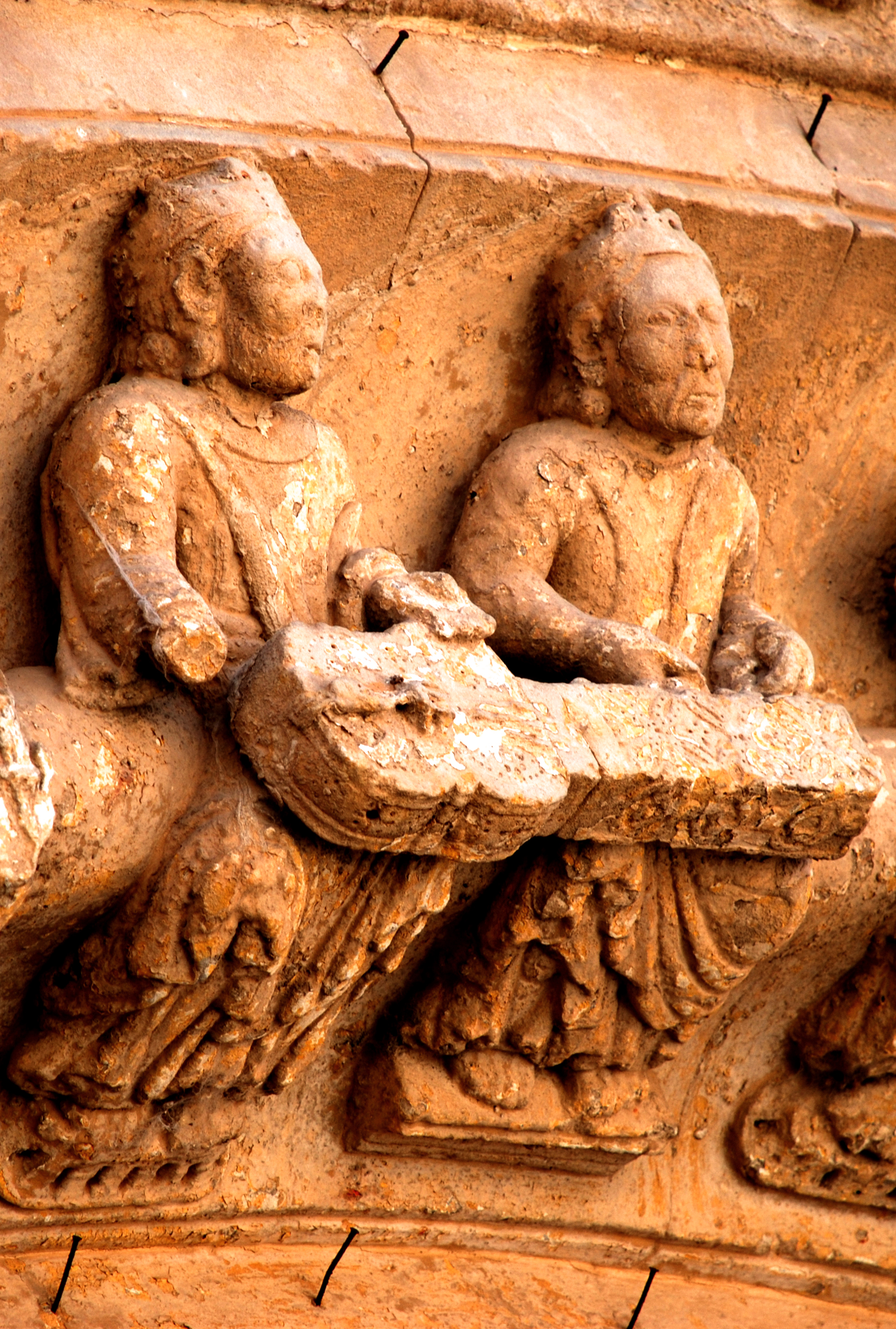
Pórtico Norte, colegiata de Toro (Zamora) (siglo XII).
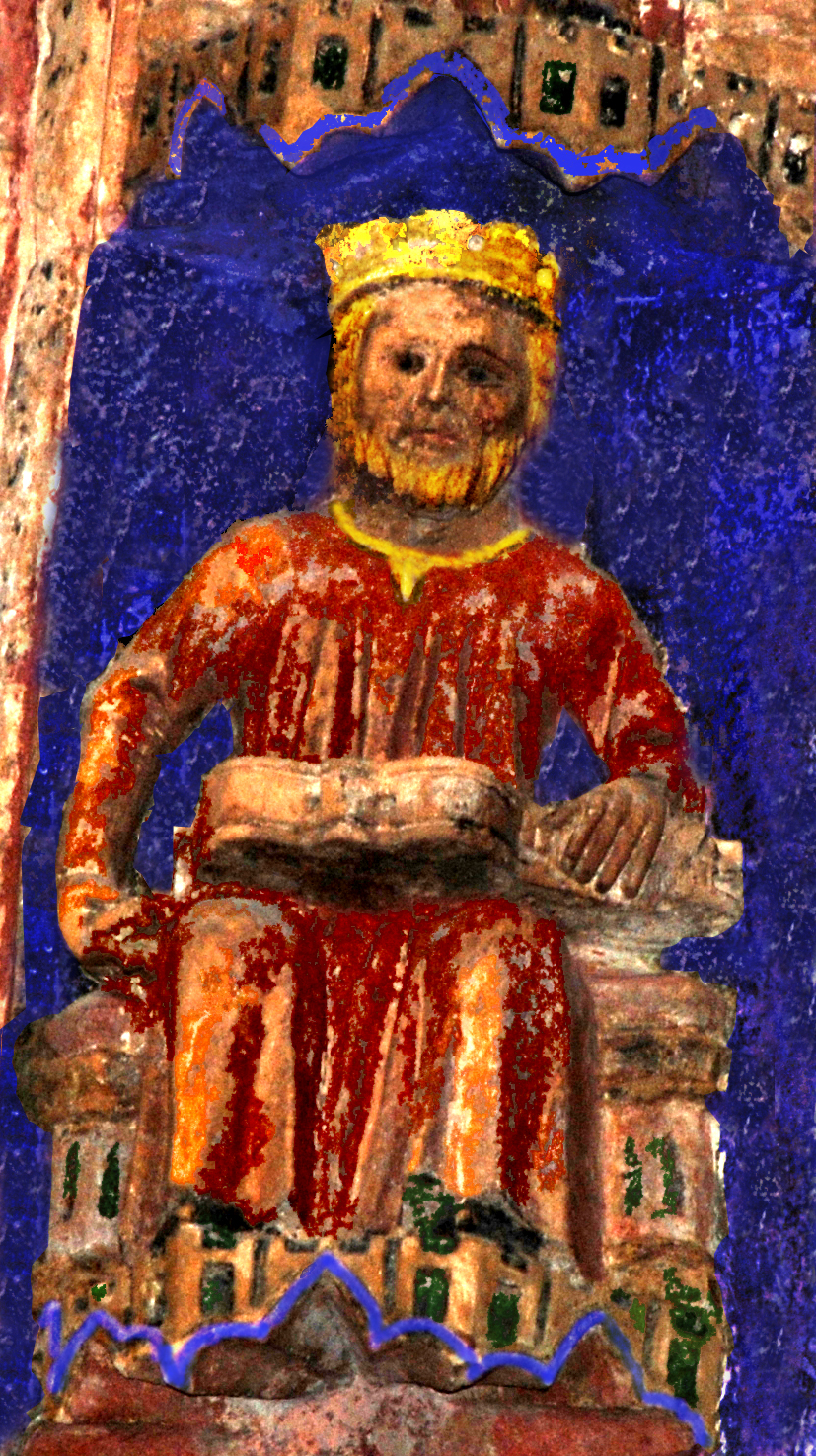
Pórtico Majestad, colegiata de Toro (Zamora) (siglo XII).
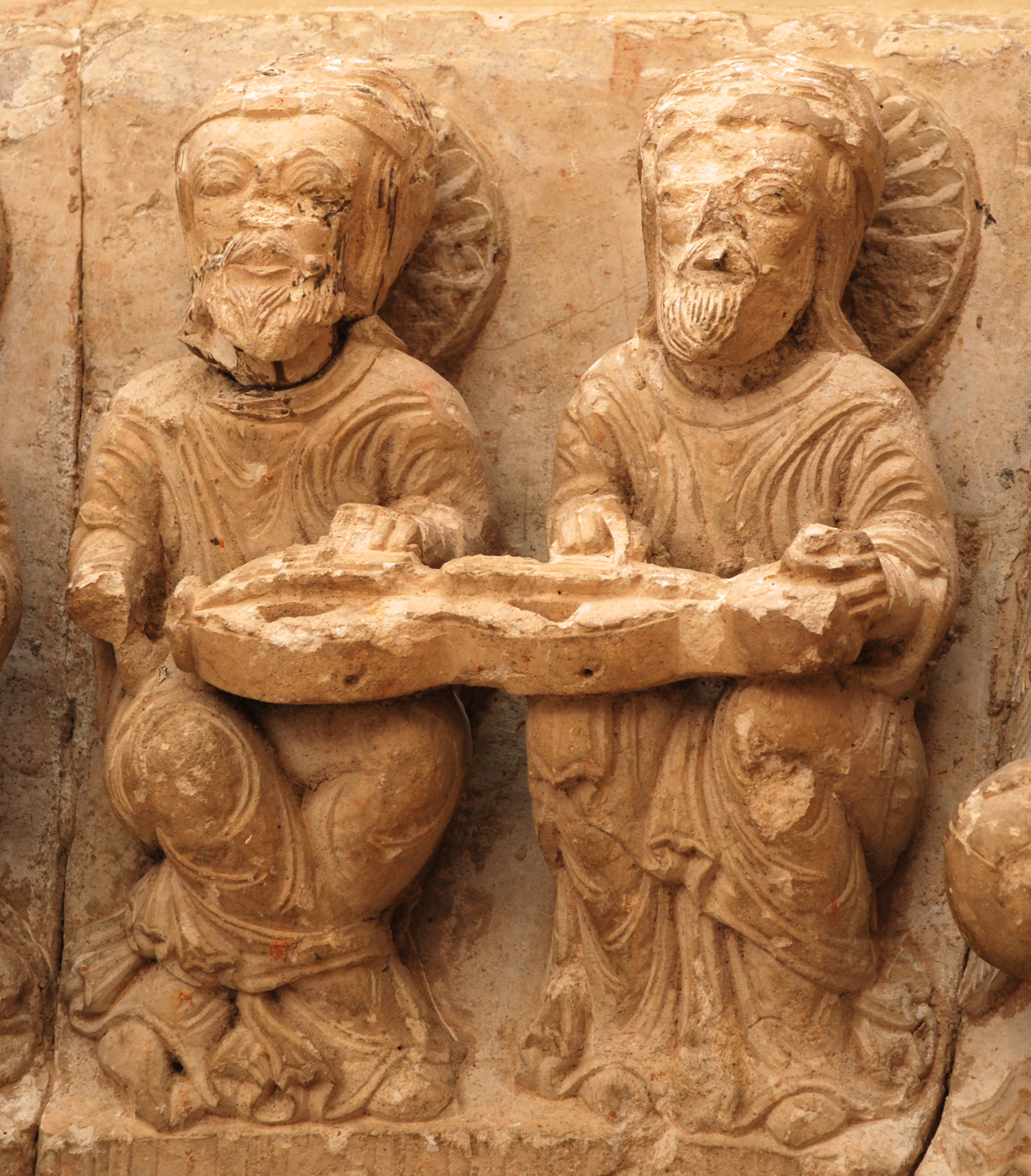
Pórtico iglesia de Ahedo del Butrón (Burgos) (siglo XII).
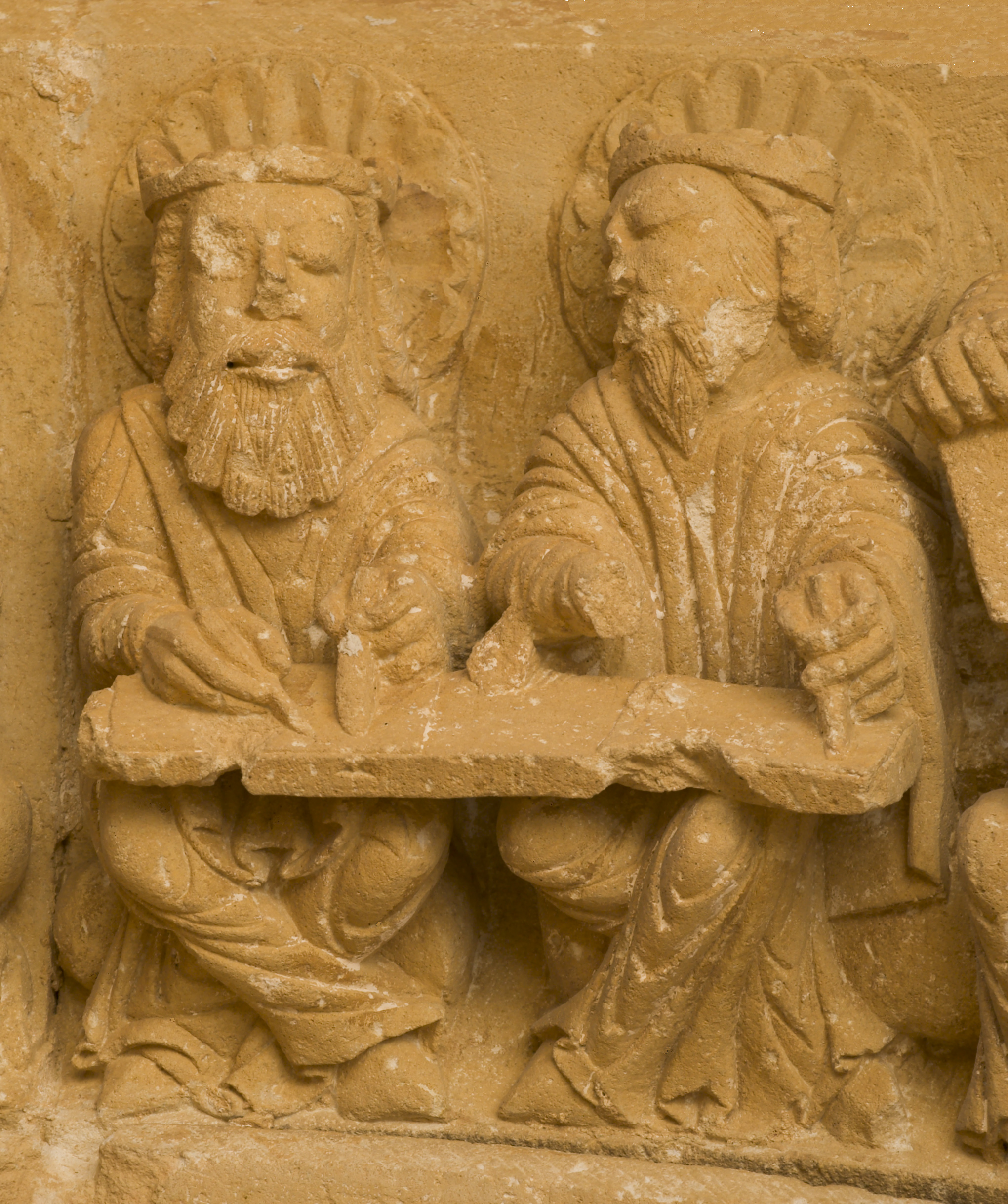
Pórtico iglesia de Moradillo de Sedano (Burgos) (siglo XII).
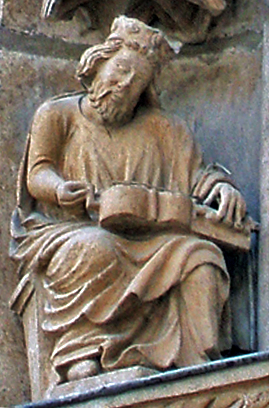
Pórtico del Sarmental, catedral de Burgos (siglo XIII).
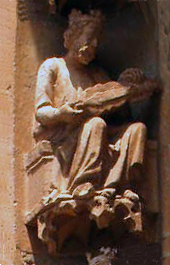
Pórtico de Santa María la Real, Sasamón, Burgos (siglo XIII).
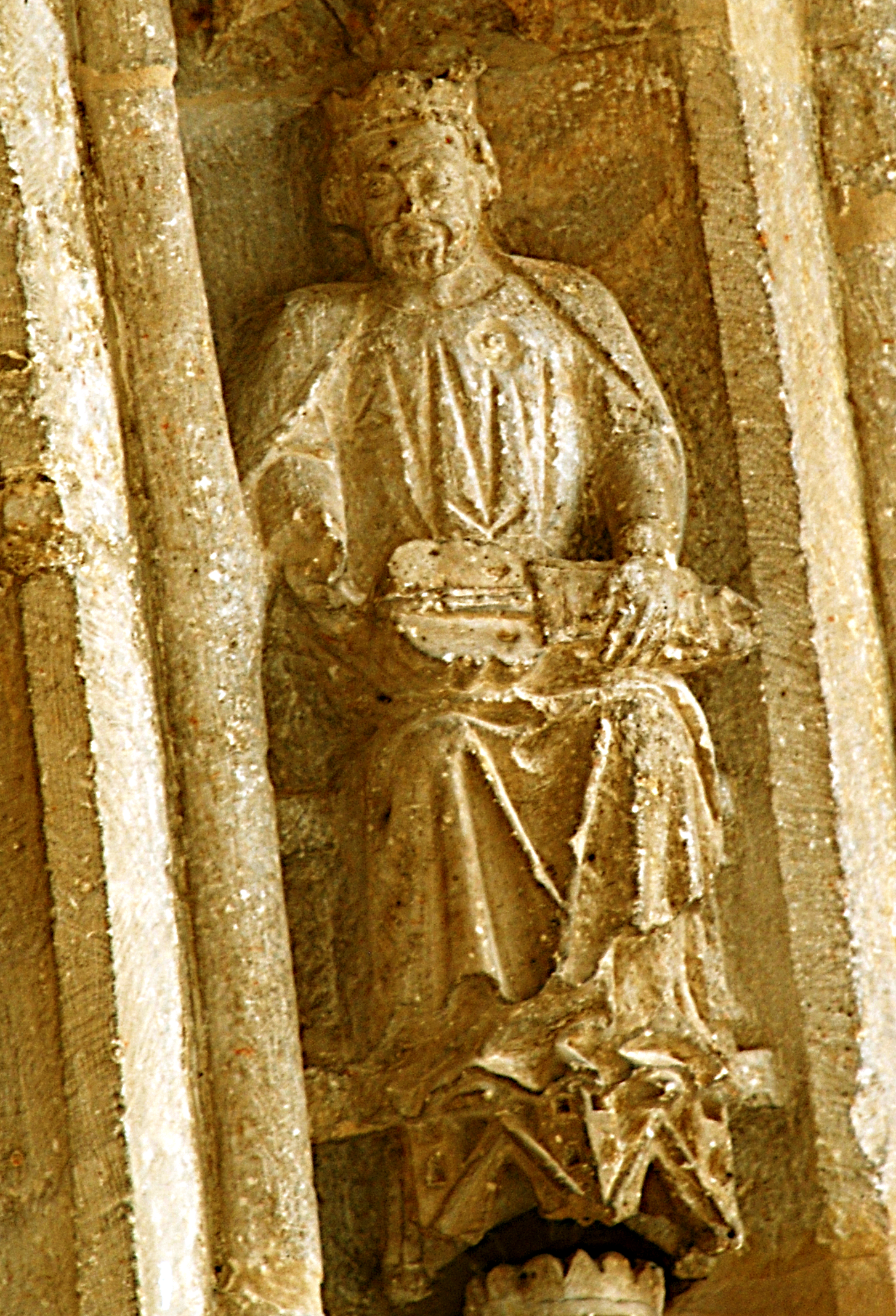
Pórtico Sur, Catedral de Burgo de Osma, Soria (s XIII).
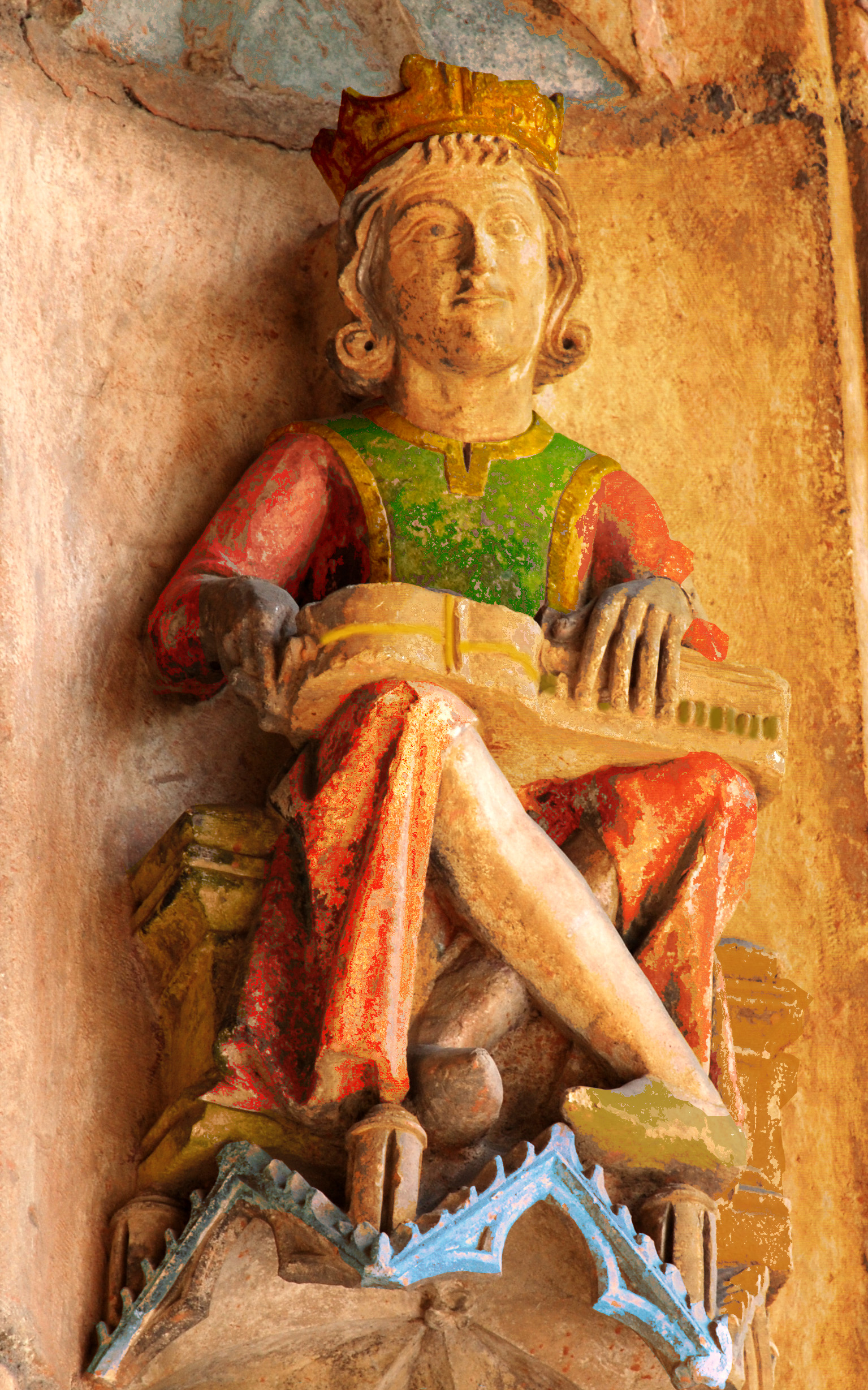
Pórtico de San Juan, Catedral de León (siglo XIII).
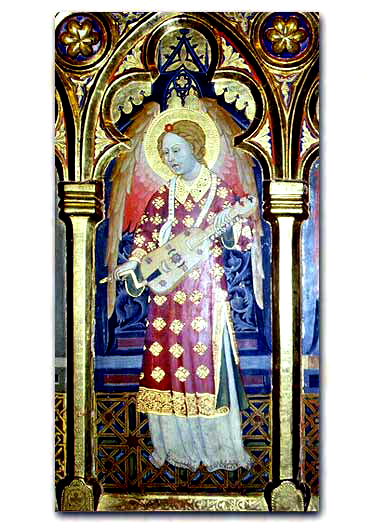
Tríptico del Monasterio de Piedra, Zaragoza (siglo XIV).
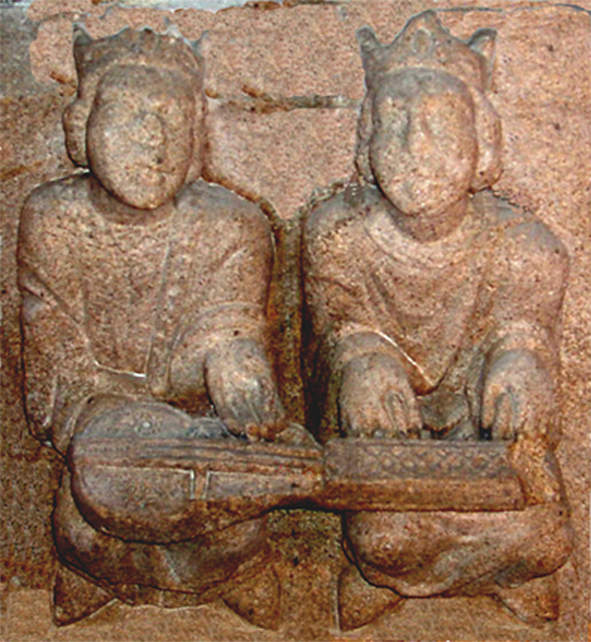
Palacio Gelmirez, Galicia (siglo XIV).
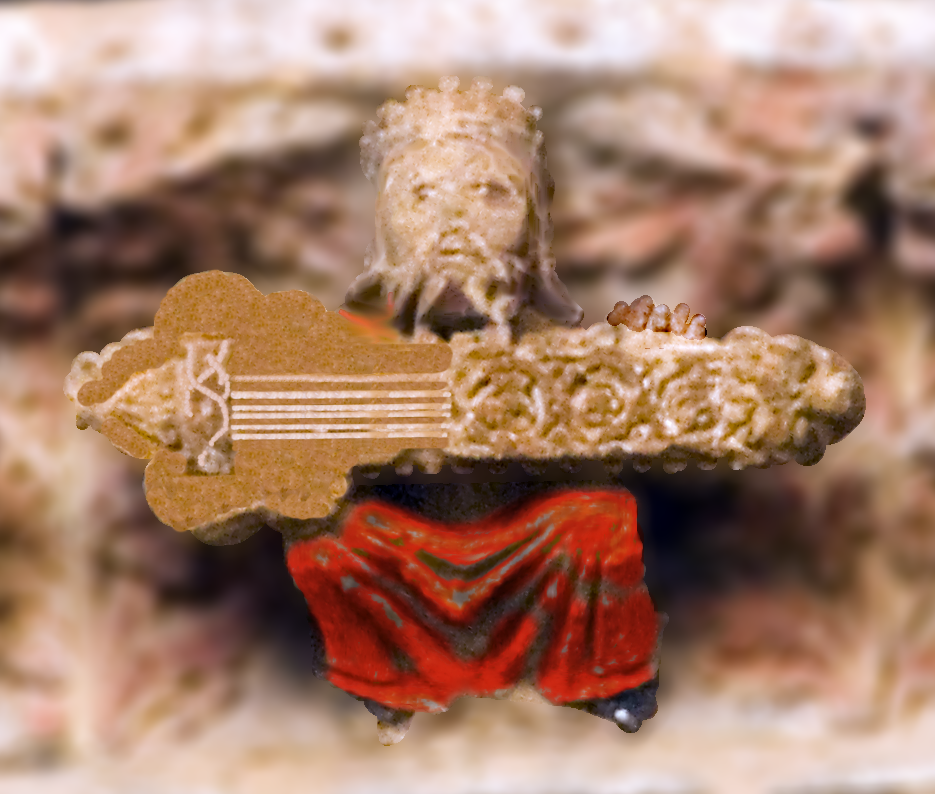
Pórtico iglesia Sta. Mª La Real, La Hiniesta, Zamora (siglo XIV).
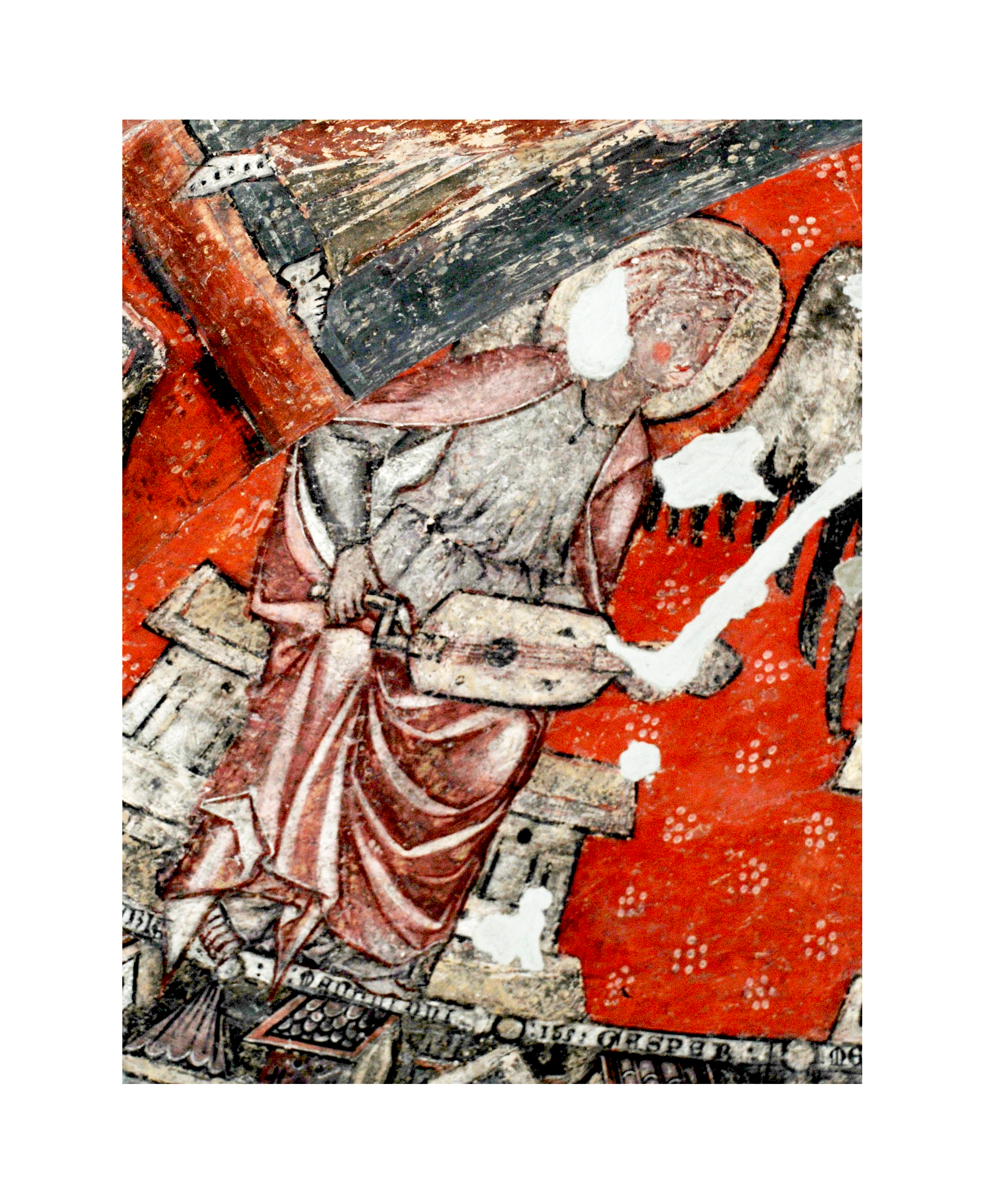
Iglesia de San Esteban, Sos del Rey Católico, Zaragoza, (s. XIV).

El organistrum en Europa

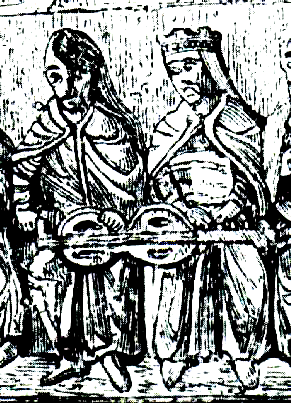
Grabado del Organistrum de Boscherville (Francia).
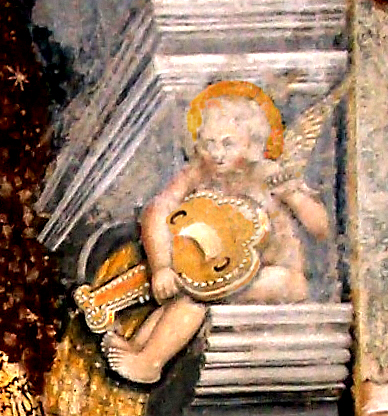
Detalle de fresco de la Abadía de San Nazaro Milan (Italia) s XV.

El organistrum en miniaturas y códices

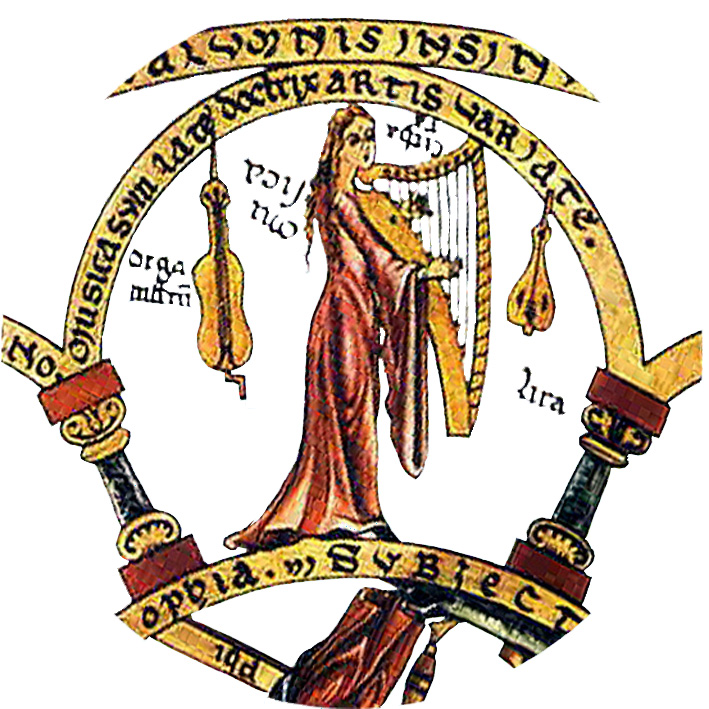
A la izda., organistrum en Hortus deliciarium de las Siete artes liberales de Herrad von Landsberg (1180).
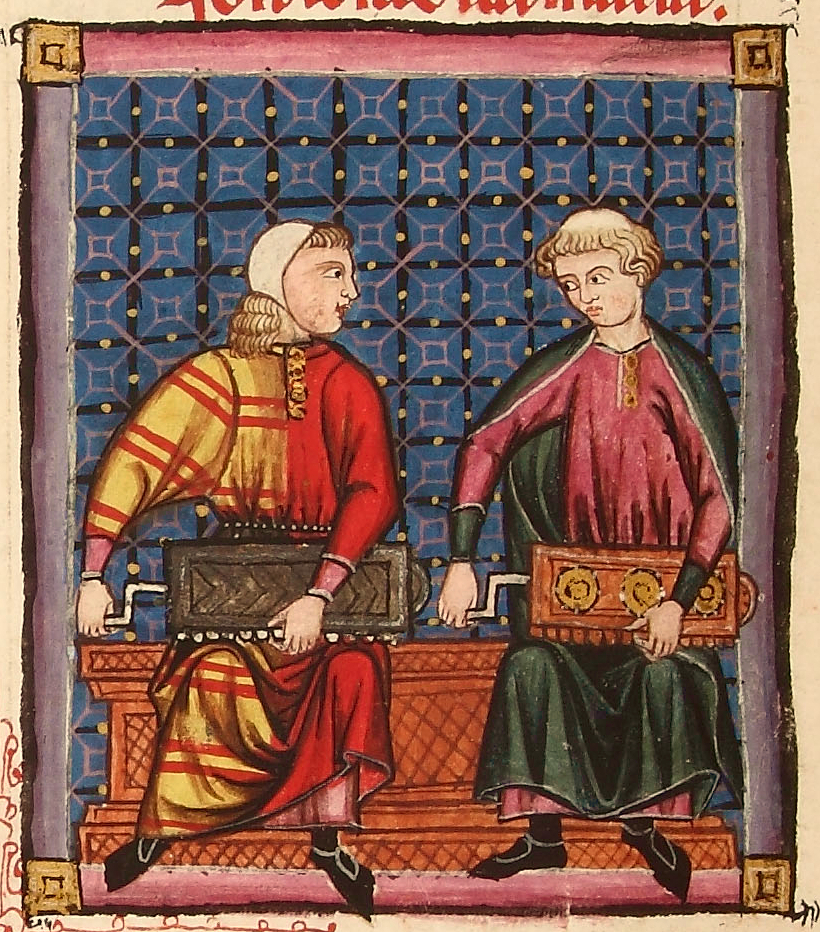
Sinfonía de Cantigas de Santa María.Códice El Escorial. Cantiga 160.Alfonso X El Sabio (1221-1284).
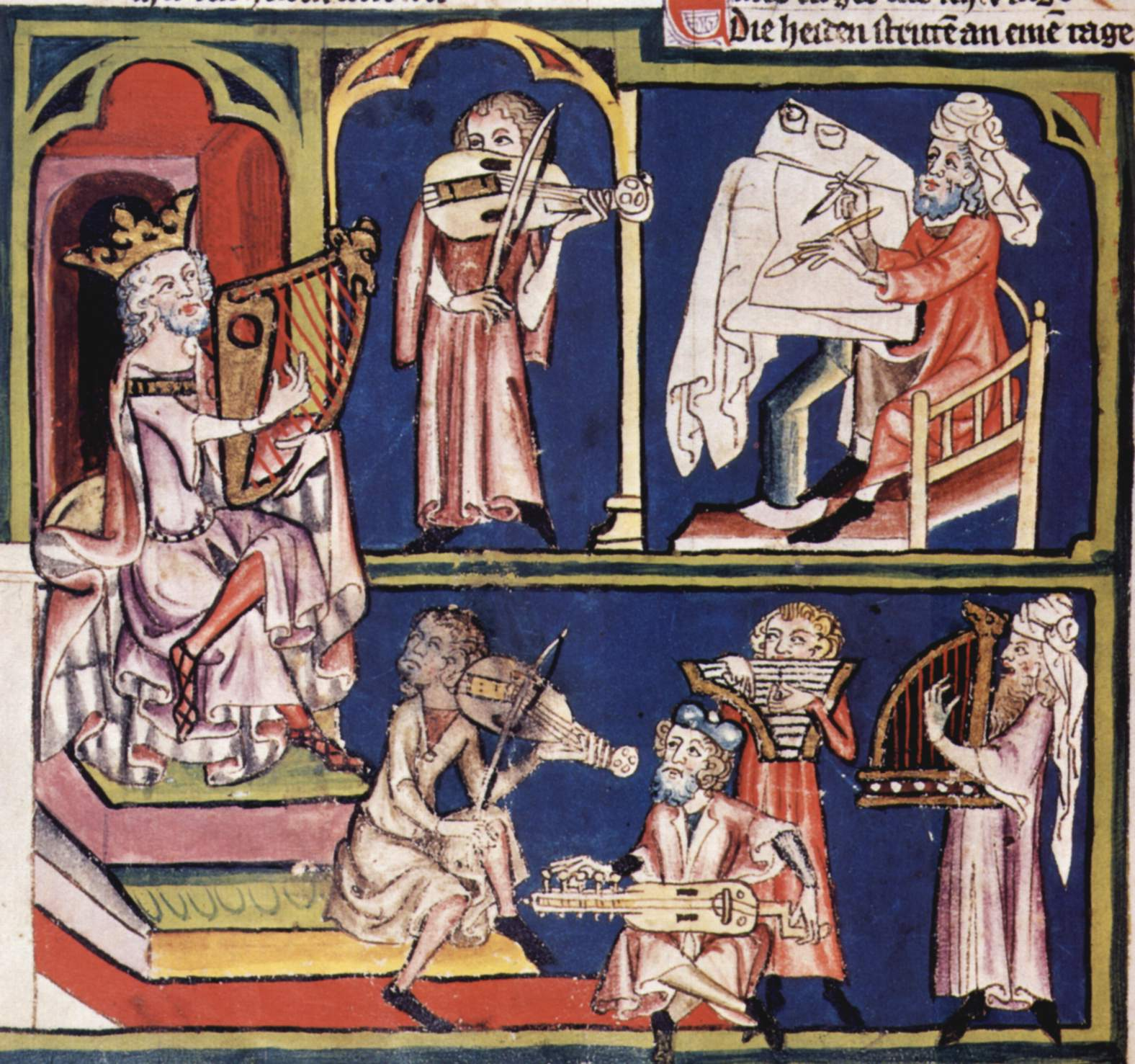
El rey David con escribano y ministriles, en Historia del mundo de Rudolf von Ems.Abajo, centro, músico con organistrum de dos cuerdas (1340).
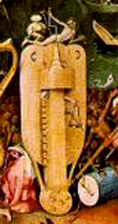
Organistrum del Jardín de las delicias de Hieronymus Bosch (1500).
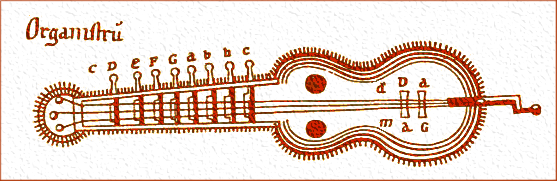
Organistrum en De cantatu y musica sacra Martin Geber (1774).

Reproducciones actuales

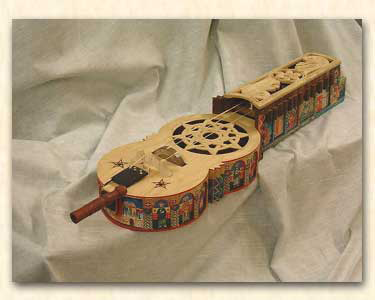
Organistrum del pórtico de San Miguel de Estella (Navarra), por A. Poves.
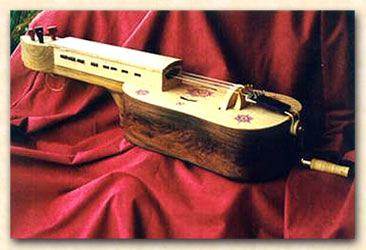
Organistrum del Tríptico del Monasterio de Piedra, Zaragoza (España) por A. Poves.
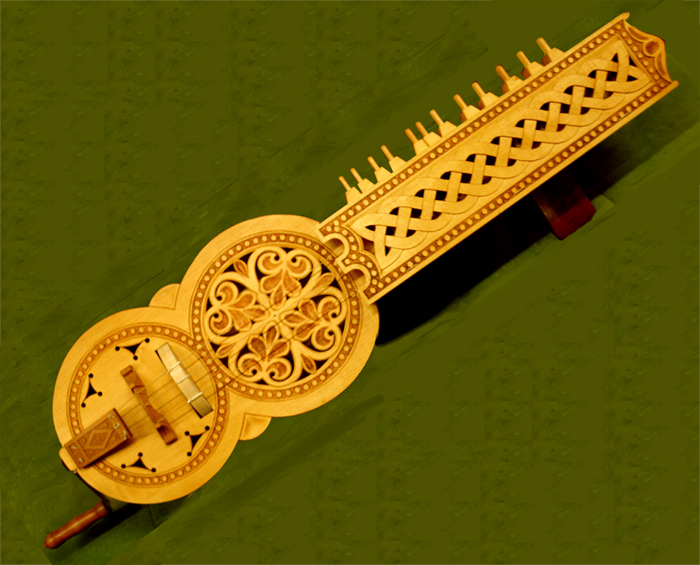
Organistrum de Santiago de Compostela, Galicia (España).